# (25274) 1998 VE33
1998 في إي 33 (ويعرف أيضًا باسم (25274) 1998 في إي 33 وفق تسمية الكوكب الصغير) (بالإنجليزية: 1998 VE33)‏ هو كويكب ضمن حزام الكويكبات؛ وترتيبه 25274 من حيث الاكتشاف.
اكتُشف هذا الجُرم الفلكي بواسطة جون بروفتون في 15 نوفمبر 1998.

## وصلات خارجية
- (25274) 1998 VE33 في قاعدة بيانات مختبر الدفع النفاث لأجرام النظام الشمسي الصغيرة

- الاكتشاف · مخطط المدار ·  العناصر المدارية · المعلمات المادية

- (25274) 1998 VE33 على موقع ويكي سكاي: DSS2, SDSS, GALEX, IRAS, Hydrogen α, X-Ray, Astrophoto, Sky Map, Articles and images